# Wszystkie drogi marksizmu prowadzą do Moskwy!

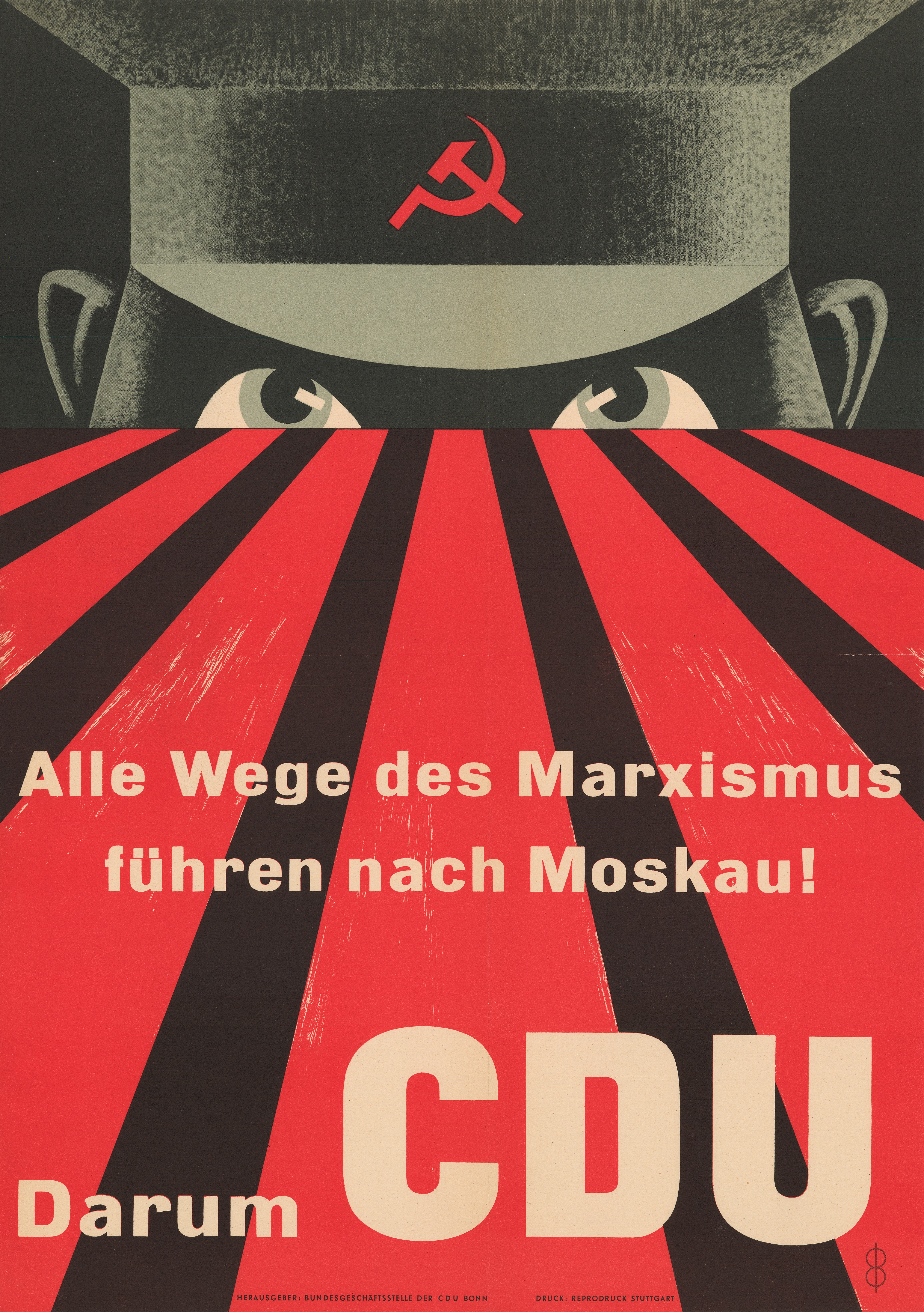
Wszystkie drogi marksizmu prowadzą do Moskwy!

Wszystkie drogi marksizmu prowadzą do Moskwy! (niem. Alle Wege des Marxismus führen nach Moskau!) – hasło kampanii, które pojawiło się na znanym antykomunistycznym plakacie wyborczym Unii Chrześcijańsko-Demokratycznej (CDU), w wyborach parlamentarnych w Republice Federalnej Niemiec we wrześniu 1953 roku.

## Opis
Plakat podzielony jest na dwie części, górna zajmuje około jednej trzeciej całości. Powyżej widoczna jest górna część głowy mężczyzny noszącego czapkę podobną do tej noszonej w Armii Radzieckiej. Przedstawiony jest na niej czerwony symbol sierpa i młota. Mężczyzna patrzy na widza nieruchomym wzrokiem. W dolnej części znajdują się czerwone i szare linie, które zbiegają się w kierunku twarzy mężczyzny. W poprzek linii widoczne jest hasło w dwóch wierszach, napisane białymi literami: „Wszystkie drogi marksizmu prowadzą do Moskwy!”. Poniżej, w osobnym wierszu, hasło „Dlatego CDU” (niem. Darum CDU). Postać na plakacie jawi się jako olbrzymi wróg spoglądający za horyzont, a odbiorca plakatu „zajmuje miejsce ofiary, myszy, małego, bezbronnego zwierzęcia, maleńkiego człowieka zdanego na łaskę pazurów i pyska wszechpotężnego potwora”. Dodatkowo wojskowa czapka jawi się jako symbol społeczeństwa militarystycznego. Linie prowadzące do mężczyzny oznaczają że nieuchronnie kierują ludzi w otchłań bolszewizmu i że są niczym zaklęcie emanujące z hipnotycznego spojrzenia mężczyzny. Pogląd ten aktywuje także „strach przed inwigilacją i szpiegostwem związanym z systemem sowieckim”. Napis ułożony pionowo do linii tworzy poprzeczkę, dzięki której CDU jest przedstawiana jako jedyny nosiciel nadziei w walce z komunistycznym totalitaryzmem.
Głównym celem tego plakatu była Socjaldemokratyczna Partia Niemiec (SPD), największa polityczna partia opozycyjna w ówczesnych Niemczech. Hasło miało także wywołać strach przed komunizmem, marksizmem i Związkiem Radzieckim; było to możliwe tylko dlatego, że strach ten był już powszechny u dużej części Niemców i musiał zostać ponownie aktywowany. Poza tym hasło można też odczytać jako racjonalny argument. Z dwóch przesłanek „Socjalizm prowadzi do stalinizmu” i „Nie chcemy stalinizmu” można wyciągnąć logiczny wniosek, że trzeba głosować na partię, która nie chce socjalizmu. Oprócz stwierdzenia, że rządy SPD doprowadzą do warunków podobnych do tych w Związku Radzieckim, to dodatkowo socjaldemokraci mają powiązania z Moskwą i pozostają pod ich silnym wpływem.

## Pochodzenie
Plakat został zaprojektowany przez dwóch grafików z Wuppertalu, Bonka i Brandta, na podstawie propagandowej pocztówki Ludowego Stowarzyszenia na rzecz Pokoju i Wolności (niem. Volksbund für Frieden und Freiheit). Projekt pocztówki pochodzi od Eberharda Tauberta i Rudolfa Fusta, którzy wcześniej pracowali dla nazistowskiej propagandy.
Kolejnymi wzorami mogły być dwa amerykańskie antyniemieckie plakaty propagandowe. Na pierwszym z nich z czasów I wojny światowej pod tytułem Beat back the Hun with Liberty Bonds, czai się na horyzoncie niemiecki żołnierz w pikielhaubie, umazany krwią na rękach i bagnecie. Z kolei na drugim z czasów II wojny światowej o tytule He’s Watching You, widoczna jest górna część głowy żołnierza Wehrmachtu w Stahlhelmie, który wpatruje się w widza nieruchomym wzrokiem.
Plakat CDU przypomina także nazistowski plakat propagandowy z 1943 roku, przedstawiający sowiecki mord w Winnicy jako zbrodnię żydowsko-komunistyczną. Nad zdjęciem ekshumowanych zwłok widać mężczyznę celującego z rewolweru bezpośrednio w widza. Nosi czapkę z czerwoną gwiazdą i ma „żydowskie rysy twarzy”, typowe dla nazistowskiej propagandy.
Czerwone linie na plakacie, wykazują podobieństwo do czerwonych promieni słonecznych japońskiego sztandaru wojennego Kyokujitsu-ki, które były powszechnie używane na antyjapońskich plakatach propagandowych podczas II wojny światowej. Hasło plakatu opiera się na powiedzeniu „Wszystkie drogi prowadzą do Rzymu”.

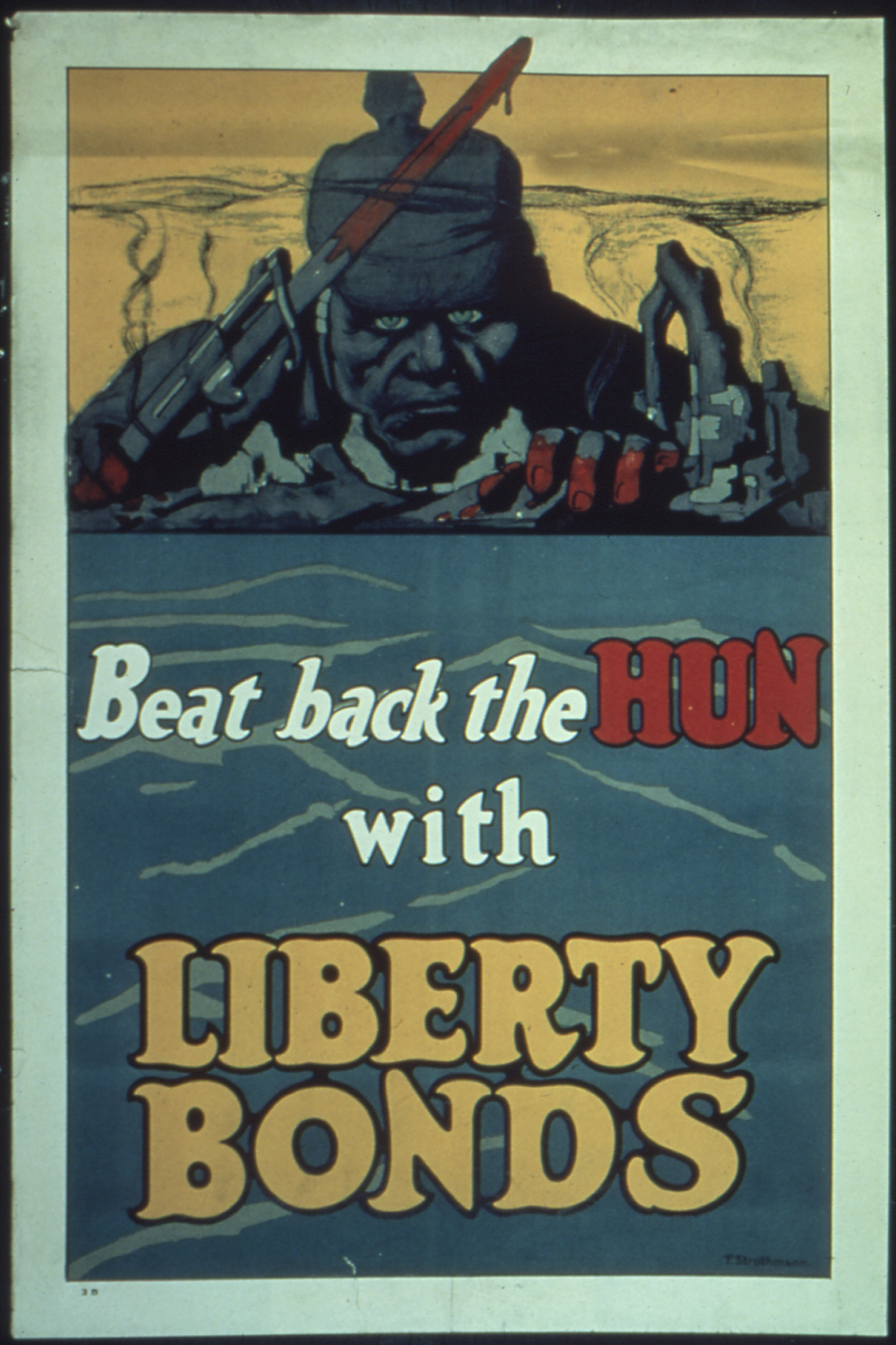
Beat back the Hun with Liberty Bonds
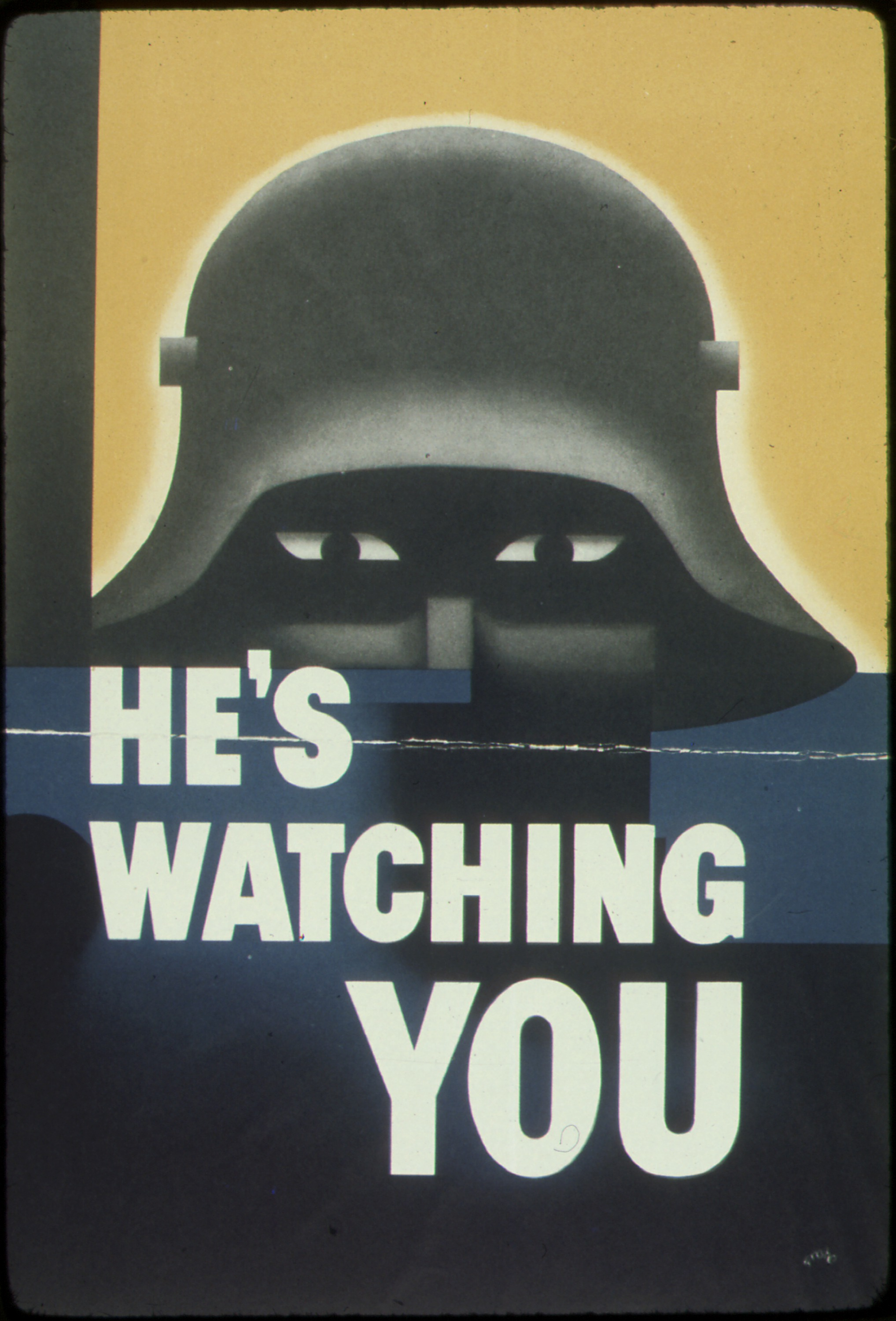
He’s Watching You
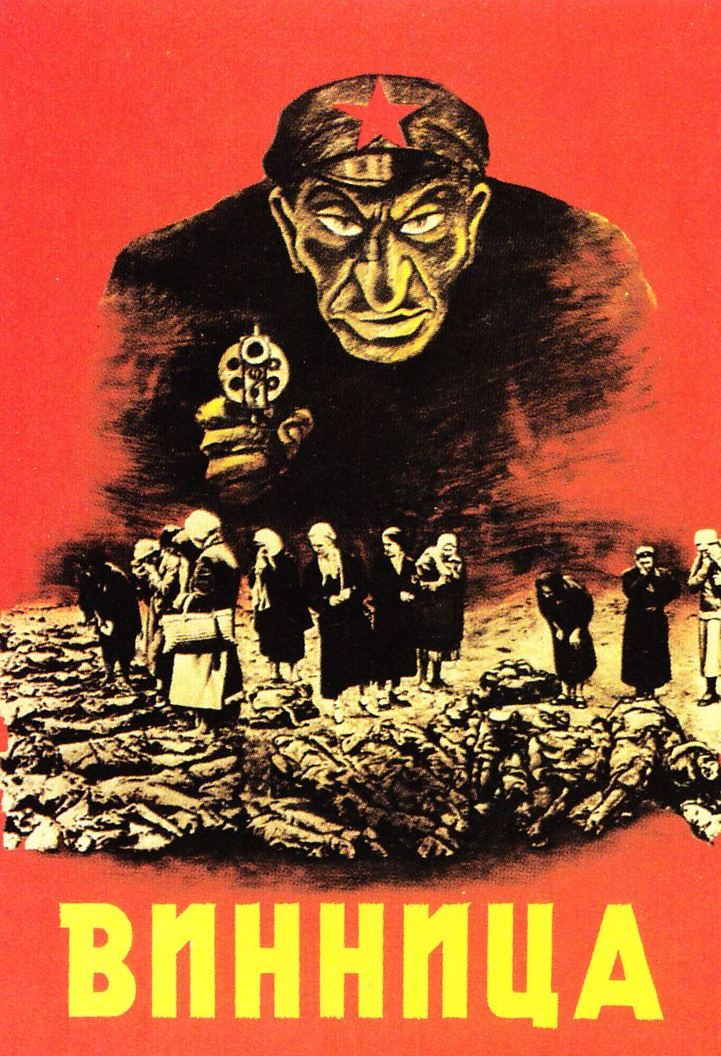
Nazistowski plakat o mordzie w Winnicy
Japoński sztandar wojenny Kyokujitsu-ki

## Krytyka
Oprócz nadużywania strachu przed bolszewizmem do celów politycznych partii, krytyka plakatu skierowana jest także przeciwko zniesławianiu SPD poprzez jej rzekomą bliskość ze Związkiem Radzieckim. Stawiałoby to pod znakiem zapytania antytotalitarny konsensus partii demokratycznych w młodej Republice Federalnej Niemiec. Zarzuty te są również nieprawdziwe, gdyż SPD była wówczas bardziej antykomunistyczna niż kiedykolwiek wcześniej i nie dała się w tym wyprzedzić innym partiom. Jednak dopiero w 1959 roku socjaldemokraci usunęli ostatnie odniesienia do marksizmu ze swojego programu wraz z programem godesberskim.

## Następstwa
Plakat i hasło wywarły wpływ nie tylko na federalną kampanią wyborczą w 1953 roku. Hasło weszło do języka potocznego, a motyw do języka wizualnego Republiki Federalnej Niemiec. Ponadto plakat jest często pokazywany w podręcznikach szkolnych i na wystawach jako kluczowy obraz wczesnej RFN oraz jako ikona.
Motyw był również kilkakrotnie adaptowany. Bardzo podobny umieściła w 1972 roku na jednym ze swoich plakatów wyborczych skrajnie prawicowa Narodowodemokratyczna Partia Niemiec (NPD). Przedstawiony na nim mężczyzna ma inną twarz i nosi rosyjską uszankę. Hasło plakatu brzmi: „Poddanie się to zdrada” (powiedział sam Brandt – 1963). Broń się przed czerwonym niebezpieczeństwem. NPD”. Był zatem skierowany przeciwko Ostpolitik kanclerza Willy’ego Brandta.
Plakat był także adaptacją okładki tygodnika Der Spiegel z 2007 roku. Przedstawia prezydenta Rosji Władimira Putina w uszance. Czerwone linie zastąpiono gazociągami. W tle widać platformy wiertnicze i kiwony. Tytuł numeru brzmi „Państwo Gazpromu. Imperium energetyczne Putina”.